# Pelzelns todietiran
De Pelzelns todietiran (Hemitriccus inornatus) is een zangvogel uit de familie Tyrannidae (tirannen). De Nederlandse naam verwijst naar de Oostenrijkse ornithoog August von Pelzeln die deze vogel in 1868 geldig heeft beschreven.

## Verspreiding en leefgebied
Deze vogel komt voor in het noorden van Brazilië en in Suriname.

## Status
De grootte van de populatie is niet gekwantificeerd maar de soort wordt omschreven als plaatselijk vrij algemeen. Op de Rode lijst van de IUCN heeft deze soort de status niet bedreigd.